# Glacis, Seychellerna

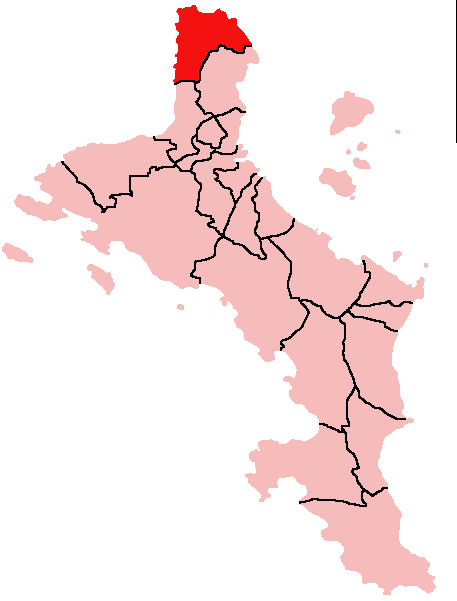
Distriktets läge.

Distriktet Glacis är ett av Seychellernas 26  distrikt.

## Geografi
Distriktet har en yta på cirka 6,6 km² med cirka 3 500 invånare. Befolkningstätheten är 530 invånare / km².
Glacis ligger i regionen Norra Mahé (North Mahé).

## Förvaltning
Distriktet förvaltas av en district administratoroch ISO 3166-2koden är "SC-12". Huvudorten är Glacis.
Sedan 1994 lyder varje distrikt under "Local Government" som är en enhet av departementet Ministry of Local Government, Youth and Sport. Distriktens roll är att främja tillgång av offentliga tjänster på lokal nivå.
Distriktets valspråk är: "Forward in peace and harmony" (Framåt i fred och harmoni).